# Eleições autárquicas portuguesas de 1989 nos Açores
| Eleições autárquicas portuguesas de 1989 Distritos: Aveiro \| Beja \| Braga \| Bragança \| Castelo Branco \| Coimbra \| Évora \| Faro \| Guarda \| Leiria \| Lisboa \| Portalegre \| Porto \| Santarém \| Setúbal \| Viana do Castelo \| Vila Real \| Viseu \| Açores \| Madeira |

## Resultados por concelho
Os resultados nos concelhos da Região Autónoma dos Açores foram os seguintes:

### Angra do Heroísmo
| Partido                 | Partido                        | Votos  | %               | +/-   | Vereadores | +/-     |
| ----------------------- | ------------------------------ | ------ | --------------- | ----- | ---------- | ------- |
|                         | Partido Social Democrata       | 8 599  | 57,30 / 100,00  | 12,44 | 5 / 7      | 1       |
|                         | Partido Socialista             | 5 042  | 33,60 / 100,00  | 3,19  | 2 / 7      | 1       |
|                         | Centro Democrático Social      | 597    | 3,98 / 100,00   | 5,53  | 0 / 7      | Estável |
|                         | Coligação Democrática Unitária | 460    | 3,07 / 100,00   | 1,60  | 0 / 7      | Estável |
| Votos Inválidos         | Votos Inválidos                | 309    | 2,06 / 100,00   | 0,35  |            |         |
| Total                   | Total                          | 15 007 | 100,00 / 100,00 |       | 7 / 7      |         |
| Eleitorado/Participação | Eleitorado/Participação        | 29 122 | 51,53 / 100,00  | 3,82  |            |         |

### Calheta
| Partido                 | Partido                        | Votos | %               | +/-   | Vereadores | +/-     |
| ----------------------- | ------------------------------ | ----- | --------------- | ----- | ---------- | ------- |
|                         | Partido Social Democrata       | 1 452 | 59,83 / 100,00  | 13,48 | 3 / 5      | 1       |
|                         | Partido Socialista             | 758   | 31,23 / 100,00  | -     | 2 / 5      | -       |
|                         | Centro Democrático Social      | 137   | 5,64 / 100,00   | 16,75 | 0 / 5      | 1       |
|                         | Coligação Democrática Unitária | 11    | 0,45 / 100,00   | 0,27  | 0 / 5      | Estável |
| Votos Inválidos         | Votos Inválidos                | 69    | 2,84 / 100,00   | 0,74  |            |         |
| Total                   | Total                          | 2 427 | 100,00 / 100,00 |       | 5 / 5      |         |
| Eleitorado/Participação | Eleitorado/Participação        | 3 794 | 63,97 / 100,00  | 4,22  |            |         |

### Corvo
| Partido                 | Partido                        | Votos | %               | +/-   | Vereadores | +/-     |
| ----------------------- | ------------------------------ | ----- | --------------- | ----- | ---------- | ------- |
|                         | Partido Socialista             | 122   | 48,61 / 100,00  | 15,56 | 3 / 5      | 1       |
|                         | Partido Social Democrata       | 121   | 48,21 / 100,00  | 13,23 | 2 / 5      | 1       |
|                         | Coligação Democrática Unitária | 3     | 1,20 / 100,00   | 1,34  | 0 / 5      | Estável |
|                         | Centro Democrático Social      | 2     | 0,80 / 100,00   | -     | 0 / 5      | -       |
| Votos Inválidos         | Votos Inválidos                | 3     | 1,20 / 100,00   | 1,76  |            |         |
| Total                   | Total                          | 251   | 100,00 / 100,00 |       | 5 / 5      |         |
| Eleitorado/Participação | Eleitorado/Participação        | 294   | 85,37 / 100,00  | 1,68  |            |         |

### Horta
| Partido                 | Partido                        | Votos  | %               | +/-   | Vereadores | +/-     |
| ----------------------- | ------------------------------ | ------ | --------------- | ----- | ---------- | ------- |
|                         | Partido Socialista             | 3 360  | 44,96 / 100,00  | 23,40 | 4 / 7      | 2       |
|                         | Partido Social Democrata       | 3 232  | 43,24 / 100,00  | 16,92 | 3 / 7      | 2       |
|                         | Centro Democrático Social      | 385    | 5,15 / 100,00   | 2,11  | 0 / 7      | Estável |
|                         | Coligação Democrática Unitária | 331    | 4,43 / 100,00   | 4,39  | 0 / 7      | Estável |
| Votos Inválidos         | Votos Inválidos                | 166    | 2,23 / 100,00   | 0,02  |            |         |
| Total                   | Total                          | 7 474  | 100,00 / 100,00 |       | 7 / 7      |         |
| Eleitorado/Participação | Eleitorado/Participação        | 11 589 | 64,49 / 100,00  | 1,85  |            |         |

### Lagoa
| Partido                 | Partido                          | Votos | %               | +/-   | Vereadores | +/-     |
| ----------------------- | -------------------------------- | ----- | --------------- | ----- | ---------- | ------- |
|                         | Partido Socialista               | 2 241 | 55,33 / 100,00  | 34,17 | 3 / 5      | 2       |
|                         | Partido Social Democrata         | 1 586 | 39,16 / 100,00  | 23,83 | 2 / 5      | 2       |
|                         | Partido Democrático do Atlântico | 51    | 1,26 / 100,00   | Novo  | 0 / 5      | Novo    |
|                         | Coligação Democrática Unitária   | 41    | 1,01 / 100,00   | 3,14  | 0 / 5      | Estável |
| Votos Inválidos         | Votos Inválidos                  | 131   | 3,24 / 100,00   | 1,00  |            |         |
| Total                   | Total                            | 4 050 | 100,00 / 100,00 |       | 5 / 5      |         |
| Eleitorado/Participação | Eleitorado/Participação          | 7 972 | 50,80 / 100,00  | 8,68  |            |         |

### Lajes das Flores
| Partido                 | Partido                        | Votos | %               | +/-   | Vereadores | +/-     |
| ----------------------- | ------------------------------ | ----- | --------------- | ----- | ---------- | ------- |
|                         | Partido Social Democrata       | 535   | 53,93 / 100,00  | 11,87 | 3 / 5      | 1       |
|                         | Centro Democrático Social      | 340   | 34,27 / 100,00  | 18,69 | 2 / 5      | 1       |
|                         | Coligação Democrática Unitária | 59    | 5,95 / 100,00   | 5,20  | 0 / 5      | Estável |
|                         | Partido Socialista             | 39    | 3,93 / 100,00   | 0,25  | 0 / 5      | Estável |
| Votos Inválidos         | Votos Inválidos                | 19    | 1,91 / 100,00   | 1,88  |            |         |
| Total                   | Total                          | 992   | 100,00 / 100,00 |       | 5 / 5      |         |
| Eleitorado/Participação | Eleitorado/Participação        | 1 448 | 68,51 / 100,00  | 2,98  |            |         |

### Lajes do Pico
| Partido                 | Partido                        | Votos | %               | +/-  | Vereadores | +/-     |
| ----------------------- | ------------------------------ | ----- | --------------- | ---- | ---------- | ------- |
|                         | Partido Socialista             | 1 528 | 49,89 / 100,00  | 0,18 | 3 / 5      | Estável |
|                         | Partido Social Democrata       | 1 431 | 46,72 / 100,00  | 1,38 | 2 / 5      | Estável |
|                         | Coligação Democrática Unitária | 46    | 1,50 / 100,00   | 0,03 | 0 / 5      | Estável |
| Votos Inválidos         | Votos Inválidos                | 58    | 1,90 / 100,00   | 1,21 |            |         |
| Total                   | Total                          | 3 063 | 100,00 / 100,00 |      | 5 / 5      |         |
| Eleitorado/Participação | Eleitorado/Participação        | 4 487 | 68,26 / 100,00  | 2,63 |            |         |

### Madalena
| Partido                 | Partido                        | Votos | %               | +/-  | Vereadores | +/-     |
| ----------------------- | ------------------------------ | ----- | --------------- | ---- | ---------- | ------- |
|                         | Partido Socialista             | 1 616 | 49,69 / 100,00  | 8,04 | 3 / 5      | 1       |
|                         | Partido Social Democrata       | 1 494 | 45,94 / 100,00  | 6,42 | 2 / 5      | 1       |
|                         | Coligação Democrática Unitária | 60    | 1,85 / 100,00   | 0,38 | 0 / 5      | Estável |
| Votos Inválidos         | Votos Inválidos                | 82    | 2,52 / 100,00   | 1,23 |            |         |
| Total                   | Total                          | 3 252 | 100,00 / 100,00 |      | 5 / 5      |         |
| Eleitorado/Participação | Eleitorado/Participação        | 4 699 | 69,21 / 100,00  | 1,21 |            |         |

### Nordeste
| Partido                 | Partido                        | Votos | %               | +/-   | Vereadores | +/-     |
| ----------------------- | ------------------------------ | ----- | --------------- | ----- | ---------- | ------- |
|                         | Partido Social Democrata       | 1 405 | 47,45 / 100,00  | 19,09 | 3 / 5      | 1       |
|                         | Partido Socialista             | 815   | 27,52 / 100,00  | 3,81  | 1 / 5      | Estável |
|                         | Centro Democrático Social      | 559   | 18,88 / 100,00  | -     | 1 / 5      | -       |
|                         | Coligação Democrática Unitária | 49    | 1,65 / 100,00   | 4,36  | 0 / 5      | Estável |
| Votos Inválidos         | Votos Inválidos                | 133   | 4,50 / 100,00   | 0,77  |            |         |
| Total                   | Total                          | 2 961 | 100,00 / 100,00 |       | 5 / 5      |         |
| Eleitorado/Participação | Eleitorado/Participação        | 4 945 | 59,88 / 100,00  | 1,35  |            |         |

### Ponta Delgada
| Partido                 | Partido                        | Votos  | %               | +/-   | Vereadores | +/-     |
| ----------------------- | ------------------------------ | ------ | --------------- | ----- | ---------- | ------- |
|                         | PS-CDS                         | 9 865  | 48,76 / 100,00  | Novo  | 4 / 7      | Novo    |
|                         | Partido Social Democrata       | 8 901  | 43,99 / 100,00  | 14,74 | 3 / 7      | 2       |
|                         | Coligação Democrática Unitária | 658    | 3,25 / 100,00   | 1,53  | 0 / 7      | Estável |
|                         | União Democrática Popular      | 296    | 1,46 / 100,00   | 0,78  | 0 / 7      | Estável |
| Votos Inválidos         | Votos Inválidos                | 512    | 2,53 / 100,00   | 1,44  |            |         |
| Total                   | Total                          | 20 232 | 100,00 / 100,00 |       | 7 / 7      |         |
| Eleitorado/Participação | Eleitorado/Participação        | 47 494 | 42,60 / 100,00  | 0,58  |            |         |

### Povoação
| Partido                 | Partido                          | Votos | %               | +/-   | Vereadores | +/-     |
| ----------------------- | -------------------------------- | ----- | --------------- | ----- | ---------- | ------- |
|                         | Partido Social Democrata         | 1 580 | 46,57 / 100,00  | 0,13  | 3 / 5      | Estável |
|                         | Partido Socialista               | 1 406 | 41,44 / 100,00  | 11,79 | 2 / 5      | 1       |
|                         | Partido Democrático do Atlântico | 231   | 6,81 / 100,00   | Novo  | 0 / 5      | Novo    |
|                         | Coligação Democrática Unitária   | 64    | 1,89 / 100,00   | 1,35  | 0 / 5      | Estável |
| Votos Inválidos         | Votos Inválidos                  | 112   | 3,30 / 100,00   | 2,28  |            |         |
| Total                   | Total                            | 3 393 | 100,00 / 100,00 |       | 5 / 5      |         |
| Eleitorado/Participação | Eleitorado/Participação          | 6 127 | 55,38 / 100,00  | 1,24  |            |         |

### Ribeira Grande
| Partido                 | Partido                        | Votos  | %               | +/-  | Vereadores | +/-     |
| ----------------------- | ------------------------------ | ------ | --------------- | ---- | ---------- | ------- |
|                         | Partido Social Democrata       | 4 630  | 51,01 / 100,00  | 4,83 | 4 / 7      | Estável |
|                         | Partido Socialista             | 3 498  | 38,54 / 100,00  | 3,72 | 3 / 7      | Estável |
|                         | Centro Democrático Social      | 337    | 3,71 / 100,00   | -    | 0 / 7      | -       |
|                         | Coligação Democrática Unitária | 273    | 3,01 / 100,00   | 0,27 | 0 / 7      | Estável |
| Votos Inválidos         | Votos Inválidos                | 139    | 3,73 / 100,00   | 1,25 |            |         |
| Total                   | Total                          | 9 077  | 100,00 / 100,00 |      | 7 / 7      |         |
| Eleitorado/Participação | Eleitorado/Participação        | 18 452 | 49,19 / 100,00  | 4,51 |            |         |

### Santa Cruz da Graciosa
| Partido                 | Partido                        | Votos | %               | +/-   | Vereadores | +/-     |
| ----------------------- | ------------------------------ | ----- | --------------- | ----- | ---------- | ------- |
|                         | Partido Social Democrata       | 1 595 | 59,87 / 100,00  | 19,22 | 3 / 5      | 1       |
|                         | Partido Socialista             | 958   | 35,96 / 100,00  | 19,43 | 2 / 5      | 1       |
|                         | Coligação Democrática Unitária | 21    | 0,79 / 100,00   | 0,07  | 0 / 5      | Estável |
| Votos Inválidos         | Votos Inválidos                | 90    | 3,37 / 100,00   | 0,15  |            |         |
| Total                   | Total                          | 2 664 | 100,00 / 100,00 |       | 5 / 5      |         |
| Eleitorado/Participação | Eleitorado/Participação        | 4 401 | 60,53 / 100,00  | 3,47  |            |         |

### Santa Cruz das Flores
| Partido                 | Partido                        | Votos | %               | +/-  | Vereadores | +/-     |
| ----------------------- | ------------------------------ | ----- | --------------- | ---- | ---------- | ------- |
|                         | Partido Social Democrata       | 859   | 56,70 / 100,00  | 4,36 | 4 / 5      | 1       |
|                         | Partido Socialista             | 420   | 27,72 / 100,00  | 0,65 | 1 / 5      | 1       |
|                         | Coligação Democrática Unitária | 133   | 8,78 / 100,00   | 2,77 | 0 / 5      | Estável |
|                         | Centro Democrático Social      | 69    | 4,55 / 100,00   | 5,93 | 0 / 5      | Estável |
| Votos Inválidos         | Votos Inválidos                | 34    | 2,25 / 100,00   | 0,55 |            |         |
| Total                   | Total                          | 1 515 | 100,00 / 100,00 |      | 5 / 5      |         |
| Eleitorado/Participação | Eleitorado/Participação        | 2 044 | 74,12 / 100,00  | 1,80 |            |         |

### São Roque do Pico
| Partido                 | Partido                        | Votos | %               | +/-   | Vereadores | +/-     |
| ----------------------- | ------------------------------ | ----- | --------------- | ----- | ---------- | ------- |
|                         | Partido Socialista             | 1 132 | 55,82 / 100,00  | 26,32 | 3 / 5      | 1       |
|                         | Partido Social Democrata       | 761   | 37,52 / 100,00  | 19,60 | 2 / 5      | 1       |
|                         | Coligação Democrática Unitária | 76    | 3,75 / 100,00   | 6,82  | 0 / 5      | Estável |
| Votos Inválidos         | Votos Inválidos                | 59    | 2,91 / 100,00   | 0,11  |            |         |
| Total                   | Total                          | 2 028 | 100,00 / 100,00 |       | 5 / 5      |         |
| Eleitorado/Participação | Eleitorado/Participação        | 2 918 | 69,50 / 100,00  | 3,80  |            |         |

### Velas
| Partido                 | Partido                        | Votos | %               | +/-   | Vereadores | +/-     |
| ----------------------- | ------------------------------ | ----- | --------------- | ----- | ---------- | ------- |
|                         | PS-CDS                         | 1 585 | 50,22 / 100,00  | Novo  | 3 / 5      | Novo    |
|                         | Partido Social Democrata       | 1 452 | 46,01 / 100,00  | 12,44 | 2 / 5      | 2       |
|                         | Coligação Democrática Unitária | 37    | 1,17 / 100,00   | 0,60  | 0 / 5      | Estável |
| Votos Inválidos         | Votos Inválidos                | 82    | 2,50 / 100,00   | 0,57  |            |         |
| Total                   | Total                          | 3 156 | 100,00 / 100,00 |       | 5 / 5      |         |
| Eleitorado/Participação | Eleitorado/Participação        | 4 411 | 71,55 / 100,00  | 8,56  |            |         |

### Vila do Porto
| Partido                 | Partido                        | Votos | %               | +/-  | Vereadores | +/-     |
| ----------------------- | ------------------------------ | ----- | --------------- | ---- | ---------- | ------- |
|                         | Partido Socialista             | 1 455 | 59,93 / 100,00  | 3,41 | 3 / 5      | Estável |
|                         | Partido Social Democrata       | 777   | 32,00 / 100,00  | 5,54 | 2 / 5      | Estável |
|                         | Centro Democrático Social      | 102   | 4,20 / 100,00   | -    | 0 / 5      | -       |
|                         | Coligação Democrática Unitária | 29    | 1,19 / 100,00   | 0,76 | 0 / 5      | Estável |
| Votos Inválidos         | Votos Inválidos                | 65    | 2,68 / 100,00   | 0,87 |            |         |
| Total                   | Total                          | 2 428 | 100,00 / 100,00 |      | 5 / 5      |         |
| Eleitorado/Participação | Eleitorado/Participação        | 4 620 | 52,55 / 100,00  | 0,08 |            |         |

### Vila Franca do Campo
| Partido                 | Partido                          | Votos | %               | +/-   | Vereadores | +/-     |
| ----------------------- | -------------------------------- | ----- | --------------- | ----- | ---------- | ------- |
|                         | Partido Social Democrata         | 3 418 | 72,00 / 100,00  | 22,20 | 4 / 5      | 1       |
|                         | Partido Socialista               | 1 104 | 23,26 / 100,00  | 14,47 | 1 / 5      | 1       |
|                         | Partido Democrático do Atlântico | 66    | 1,39 / 100,00   | Novo  | 0 / 5      | Novo    |
|                         | Coligação Democrática Unitária   | 45    | 0,95 / 100,00   | 1,28  | 0 / 5      | Estável |
| Votos Inválidos         | Votos Inválidos                  | 114   | 2,40 / 100,00   | 1,75  |            |         |
| Total                   | Total                            | 4 747 | 100,00 / 100,00 |       | 5 / 5      |         |
| Eleitorado/Participação | Eleitorado/Participação          | 8 275 | 57,37 / 100,00  | 1,57  |            |         |

### Vila Praia da Vitória
| Partido                 | Partido                        | Votos  | %               | +/-  | Vereadores | +/-     |
| ----------------------- | ------------------------------ | ------ | --------------- | ---- | ---------- | ------- |
|                         | PS-CDS                         | 4 376  | 48,68 / 100,00  | Novo | 4 / 7      | Novo    |
|                         | Partido Social Democrata       | 4 248  | 47,25 / 100,00  | 1,15 | 3 / 7      | 1       |
|                         | Coligação Democrática Unitária | 166    | 1,85 / 100,00   | 0,01 | 0 / 7      | Estável |
| Votos Inválidos         | Votos Inválidos                | 200    | 2,22 / 100,00   | 0,31 |            |         |
| Total                   | Total                          | 8 990  | 100,00 / 100,00 |      | 7 / 7      |         |
| Eleitorado/Participação | Eleitorado/Participação        | 16 592 | 54,18 / 100,00  | 1,03 |            |         |